# 心叶醉魂藤
心叶醉魂藤（学名：Heterostemma siamicum）为夹竹桃科醉魂藤属的植物。分布于泰国以及中国大陆的云南、广西等地，生长于海拔1,000米至2,000米的地区，多生长于山坡疏林中，目前尚未由人工引种栽培。